# Pterospermum cinnamomeum
Pterospermum cinnamomeum är en malvaväxtart som beskrevs av Wilhelm Sulpiz Kurz. Pterospermum cinnamomeum ingår i släktet Pterospermum och familjen malvaväxter. Inga underarter finns listade i Catalogue of Life.